# Chlorograpta variegata
Chlorograpta variegata är en fjärilsart som beskrevs av Walker 1866. Chlorograpta variegata ingår i släktet Chlorograpta och familjen nattflyn. Inga underarter finns listade i Catalogue of Life.